# Smolinské
Smolinské (maďarsky Szomolánka do roku 1907 Szmolinszkó) je obec na západním Slovensku v okrese Senica v Trnavském kraji. Žije zde 903 obyvatel.

## Poloha a charakteristika
Obec Smolinské leží v Myjavské pahorkatině tři kilometry od města Šaštín-Stráže. V současnosti má obec zemědělský charakter.

## Historie
Poprvé je obec zmíněna v roce 1392 jako Somo. Podle legendy dostala jméno podle smolaře, kterého tudy vezl jeden sedlák ukrytého ve voze pod plachtou. A jelikož to byl první povoz, který prošel vesnicí, obec dostala jméno Smolinské. Podle jiné legendy pojmenování obce je odvozeno od smůly (nebo dehtu), která se zde vyráběla z pryskyřice borovic.

## Památky
- Kostel sv. Jakuba postavený v roce 1720 na místě staršího gotického kostelíka
- kaple Panny Marie z konce 19. století
- zvonice z konce 18. století.

## Známé osobnosti v obci
V obci působil v letech 1902 – 1920 básník Tichomír Milkin, kterému byla v obci odhalena pamětní deska.